# 叶卡捷琳娜二世
叶卡捷琳娜二世·阿列克谢耶芙娜（羅馬化：Yekaterina II Alekseyevna；1729年5月2日—1796年11月17日），亦称叶卡捷琳娜大帝，俄國君主，出生于普鲁士波美拉尼亚斯德丁，原是彼得三世之妻，通过政变废黜其夫婿彼得三世後，即位为俄罗斯女皇，並成為俄罗斯帝国史上在位时间最长（1762年至1796年在位）的君主，在位時間長達34年。在其治下俄罗斯经历复兴，达到其历史顶峰并成为欧洲列强之一。
叶卡捷琳娜即位和在位时均时常依靠其宠幸贵族的协助，如奥尔洛夫和波将金。在苏沃洛夫、鲁缅采夫和乌沙科夫等将领支持之下，叶卡捷琳娜治下的俄罗斯帝国通过军事及外交迅速扩张。在南方，俄罗斯通过俄土战争击败奥斯曼帝国并击溃克里米亚汗国，对黑海及亚速海的广阔区域进行了殖民（即新俄罗斯）；在西方，叶卡捷琳娜前情人斯坦尼斯瓦夫·奥古斯特统治的波兰-立陶宛联邦被瓜分，俄罗斯获得了最大面积的领土；在东部，俄罗斯开始对阿拉斯加进行殖民，在其子保罗一世统治时期建立俄属北美。
叶卡捷琳娜改革行政区划，诸多新城镇在其令下建立起来。她跟随其所景仰的彼得大帝的步伐，继续根据西欧模式对俄罗斯进行现代化革新，但征兵制及经济仍旧以农奴制为基础，国家及地主的需求越来越依赖于农奴，由此导致了多次叛乱，农民及哥萨克的普加乔夫起义即为一例。
叶卡捷琳娜统治时期被称为“叶卡捷琳娜时代”，通常被认为是俄罗斯帝国及俄罗斯贵族的黄金时代。彼得三世在位时颁布，由叶卡捷琳娜确认延续的《贵族自由宣言》将贵族由强制兵役和国家公务中解放出来。叶卡捷琳娜推动诸多古典主义贵族建筑的建设，改变了俄国的面貌。她热心支持启蒙时代理念，由此获得开明专制君主一称。叶卡捷琳娜亦支持艺术事业，推动了俄罗斯启蒙时期的发展。这一时期所建立斯莫尔尼宫是欧洲首家由国家资助的女性高等教育机构。

## 中文名称
叶卡捷琳娜二世应该为正确的名称，与叶卡捷琳娜一世作为区别。但是因为史称其为叶卡捷琳娜大帝，所以也有人直接称其为叶卡捷琳娜。若依照英文转译的俄文名称（Catherine II），也有中譯名為凱薩琳二世或凱薩琳大帝。

## 早年
1729年5月2日，叶卡捷琳娜二世出生于普魯士波美拉尼亚斯德丁，与俄罗斯留里克王朝有着血缘联系。她原名安哈尔特-采尔布斯特-多恩堡的索菲·弗雷德里克·奥古斯塔（Sophie Friederike Auguste von Anhalt-Zerbst-Dornburg）。她的父亲克里斯蒂安·奧古斯特属于统治安哈尔特的德意志王室，这在当时并不是一个显赫的公国。克里斯蒂安·奥古斯特是普魯士軍隊中的一位將軍，负责管理斯德丁（今波兰什切青）。蘇菲亞有两位表弟是瑞典国王：古斯塔夫三世和卡尔十三世。出于德意志王室的传统，蘇菲亞的早期教育主要来自法国家庭教师。蘇菲亞的童年波澜不惊，她曾对自己的同伴格林姆男爵（Baron Grimm）说过：「我从中看不到任何趣味。」尽管蘇菲亞身为公主，但她的家庭其实并不富裕，是她母亲既富且贵的王室亲戚在支持她。

## 与彼得的婚姻
1742年，蘇菲亞的遠房表哥，霍爾斯坦公爵卡尔·彼得·乌尔里希，也就是俄國彼得大帝的外孫，被他的姨母，當時的俄羅斯女皇伊丽莎白選中，成為俄羅斯帝國的儲君。普魯士國王腓特烈二世和莱斯托克伯爵进而谋划联姻，以此推翻俄奥联盟的代理人，女皇所信赖的大宰相贝斯图佐夫，进而加强俄普合作。在腓特烈二世的安排下，1742年冬天，安哈特公爵夫人帶著蘇菲亞來到柏林覲見腓特烈二世。腓特烈對蘇菲亞公主感到滿意，認為她可以成為俄羅斯皇儲的妻子，於是請來最好的法國畫師為蘇菲亞公主畫一幅肖像畫，然後把這幅肖像送到聖彼德堡供女皇過目。安哈爾特公爵一家等待足足一年。在這一年裡，聖彼德堡的俄羅斯宮廷反復研究各種聯姻方案，最終選擇落在安哈特公國的蘇菲亞·奧古斯特公主身上。
1744年1月，來自聖彼德堡的信使帶來了伊莉莎白女皇的一封信，邀請安哈特公爵夫人喬安娜和蘇菲亞公主前往俄羅斯做客，同時帶來的還有一張為數一萬盧布的支票，作為公爵夫人母女倆人在路上的開銷。雖然信中沒有寫明邀請的目的，但安哈特公爵一家都清楚這是什麼意思—伊莉莎白女皇選中了蘇菲亞做太子妃。

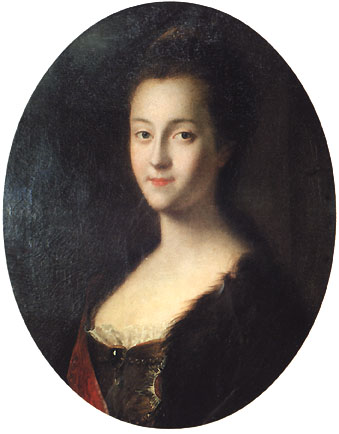
抵达俄国不久的叶卡捷琳娜年轻的肖像，1745年由路易斯·卡拉瓦克所画

1744年2月9日，蘇菲亞公主抵達莫斯科。伊莉莎白女皇對安哈特公爵夫人母女給予熱情招待。然而整场外交努力却差点因为蘇菲亞的母亲乔安娜·伊丽莎白一败涂地。据记载她是一位薄情寡恩，出口成「脏」的女人，热衷于流言蜚语和宫廷密谋，一心沉迷于女儿将成为俄罗斯皇后的虚荣之中，最终触怒伊丽莎白女皇。女皇最终以间谍为名将其驱逐出境。事实上女皇非常了解蘇菲亞一家，她原本是要和乔安娜的哥哥卡尔·奥古斯特·冯·霍尔斯坦在1727年结婚的，但新郎在婚礼举行前卻因罹患天花而病逝。
尽管乔安娜举止不端，女皇却很喜欢蘇菲亞。蘇菲亞一来到俄国，就不遗余力地讨好女皇及其宠臣以及俄罗斯人民。她請求伊莉莎白女皇為她找來最好的老師苦學俄語和東正教禮儀。蘇菲亞公主勤奮地學習俄語，甚至在夜深人靜周圍侍從都已經睡下還在抱著書苦讀，赤足在卧室行走保持清醒（尽管她已熟练掌握俄语，但还有些德語的口音）并因此染上肺炎。她后来在回忆录中写道，自己来到俄罗斯就迫切地意识到自己必须成为一个俄罗斯人才能戴上皇冠。

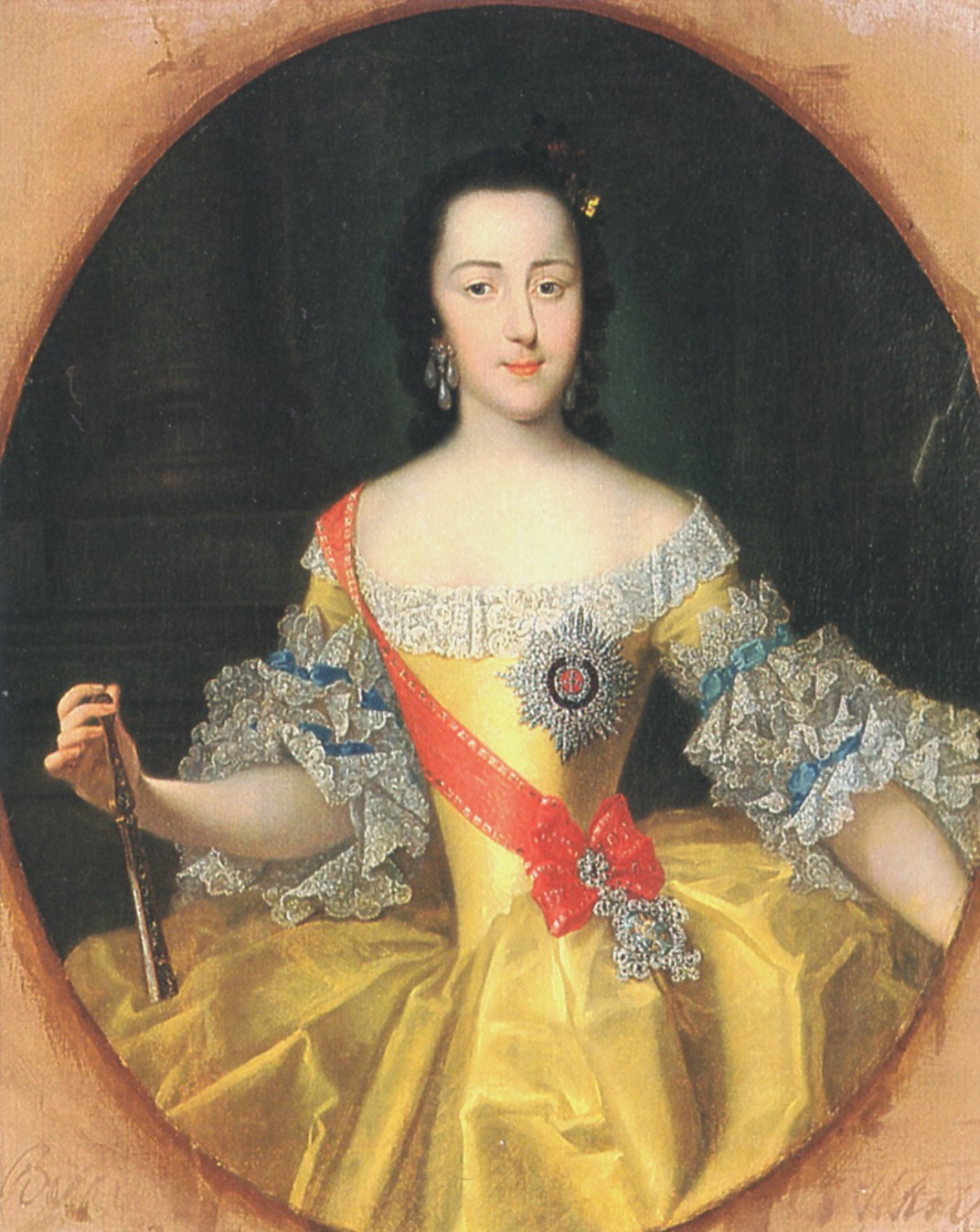
1745年婚礼前后的叶卡捷琳娜公爵夫人，由乔治·克里斯托弗·高斯所绘

蘇菲亞的父亲是一位虔诚的路德宗教徒，極為反对女儿改宗东正教。尽管如此，俄罗斯正教会还是在1744年6月28日为蘇菲亞施洗禮，授予她新的教名叶卡捷琳娜（Екатерина）与父名阿列克谢耶芙娜（Алексеевна；意为「阿列克谢之女」）。6月29日，皇儲彼得與叶卡捷琳娜訂婚。叶卡捷琳娜在回忆录中写到，自己一来到俄罗斯，就染上严重的胸膜炎，几乎致命。她将自己的幸存归功于定期的放血疗法，一天之内甚至多达四次。當叶卡捷琳娜病重之时，母親乔安娜曾想请路德宗牧师来为她行臨終聖事。但叶卡捷琳娜说：“我不要路德宗牧师，为我找东正教修士。”這件事很快就流傳開來，俄羅斯宮廷上下對叶卡捷琳娜的好感倍增。
两人最终于1745年8月21日于圣彼得堡成婚。当时彼得已受封荷尔斯泰因大公，而叶卡捷琳娜也因此成为大公夫人。
婚后的日子对叶卡捷琳娜来说并没有什么改善。彼得根本不爱她，婚后五年两人甚至都未同房。叶卡捷琳娜的宫廷内侍安德烈·舒瓦洛夫伯爵与日记作家詹姆士·包斯威爾相熟，包斯威尔后来回忆舒瓦洛夫曾告诉他不少俄罗斯皇室的秘闻。其中有些流言声称彼得包养了一位名叫伊丽莎白·沃伦佐娃的情妇，而叶卡捷琳娜随后与谢尔盖·萨尔蒂科夫、格里戈里·格里戈里耶维奇·奥尔洛夫 、亚历山大·瓦西柴可夫、格里高利·波将金和斯坦尼斯瓦夫·奥古斯特等人有染。叶卡捷琳娜和伊丽莎白·沃伦佐娃的妹妹叶卡捷琳娜·沃伦佐娃-达什科娃成为了朋友，而叶卡捷琳娜将她介绍给许多反对彼得的实权政治团体。俄国宫廷越来越不能忍受彼得的脾氣。他会在清晨召集男仆进行军事训练，随后又带领他们进入叶卡捷琳娜的房间放肆歌舞直到深夜。1759年，叶卡捷琳娜怀上了第二个孩子安娜，但孩子四个月就夭折了。由于当时盛传叶卡捷琳娜行为放荡，彼得并不相信自己是孩子的生父，当叶卡捷琳娜反驳其指控的时候，彼得还诅咒妻子“下地狱去”！
叶卡捷琳娜随后大多时间都待在自己的卧室中，以此躲避彼得的粗鲁家暴。叶卡捷琳娜在这段日子里百无聊赖，只能以读书为消遣。起初她開始漫無目的地讀小說，後來無意中讀到了伏爾泰的作品，自此開始對政治哲學類書籍感興趣。叶卡捷琳娜找來了厚厚的十卷本德國史，堅持每八天必須讀完一卷，又通讀了四卷本哲學史，還有大量的俄文書籍。一段時間以後，叶卡捷琳娜具備的知識深度，竟然讓她讀懂了孟德斯鳩艱深的《法意》一書。

叶卡捷琳娜在回忆录中以乐观而果决的态度写道：
|  | 我时常告诉自己，幸福或是悲痛都取决于内心。如果遇见不幸，那就鼓起勇气去超越。即便眼前都是惨淡，人也可以快乐勇敢。 |

## 彼得三世与1762年7月政变

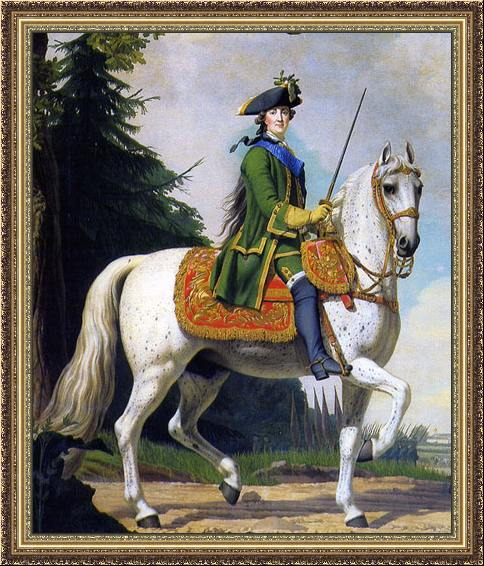
身着军服的叶卡捷琳娜二世，维吉留斯·埃里克森所绘

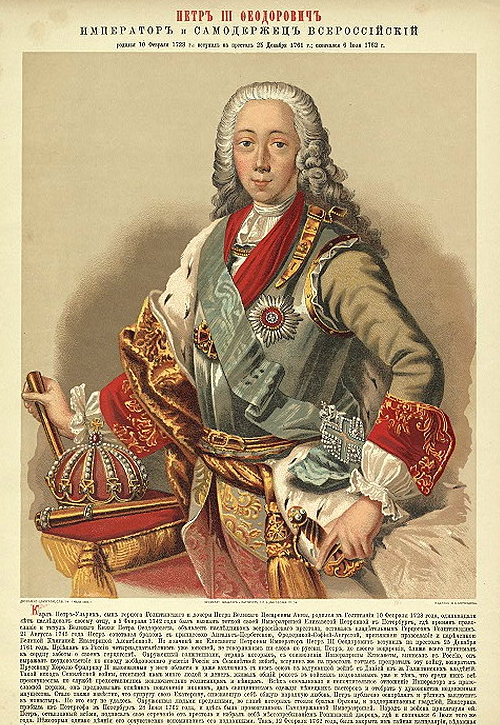
在位仅半年的彼得三世

1762年1月5日（旧历1761年12月25日），伊丽莎白女皇去世，皇储彼得继位为彼得三世，夫妻两人随即由奥拉宁鲍姆搬往冬宫。
彼得非常崇拜普鲁士国王腓特烈二世。当时俄普正在七年战争中为敌，彼得继位后，不仅下令停止与普鲁士为敌，还将包括柏林在内的大片所占领土归还腓特烈二世。此外，彼得还介入荷尔斯泰因公国与丹麦的石勒苏益格争端。其偏袒普鲁士的政策与古怪脾氣引得贵族和军队非常不满，他们很快在叶卡捷琳娜周围团结，形成了一个政治团体。
1762年7月，在继位六个月后，彼得与自己荷尔斯泰因的朝臣和亲属前往奥拉宁鲍姆度假，而把叶卡捷琳娜留在了圣彼得堡。7月8日晚（旧历6月27日），叶卡捷琳娜得知彼得逮捕了她的一位同谋，先前的计划必须马上实施。叶卡捷琳娜离开宫殿，前往近卫军团处发表演讲，号召士兵保护自己。叶卡捷琳娜随后与近卫军团前往赛摩诺维斯基兵营，在那里接受僧侶的祝福，成为全俄罗斯君主。叶卡捷琳娜随后逮捕了彼得，强迫他签订退位诏书。政变八天之后的7月17日，彼得三世在罗普恰死于阿列克谢·格里戈里耶维奇·奥尔洛夫（格里高利·奥尔洛夫之弟，随后亦成为女皇宫廷宠臣）之手。历史学家并未发现叶卡捷琳娜本人与谋杀的关联。
彼得三世倒台后，俄罗斯当时还存在着其他潜在的皇位竞争者：自六个月大起就一直被拘禁在拉多加湖的什利谢利堡的伊凡六世（1740-1764）；以及塔拉坎诺娃女公爵。伊凡六世最终死于1764年在一次未成功的营救政变。因为叶卡捷琳娜和伊丽莎白女皇一样曾下令，如果有人尝试营救伊凡六世，就将其处决。伊凡因为多年的监禁，已经失去了理智，即便身为傀儡，他也无法勝任。而塔拉坎诺娃女公爵于1775年被叶卡捷琳娜派人以诱骗的方式绑架至圣彼得堡，同年年底病死在彼得保罗要塞的地牢里。
事实上，叶卡捷琳娜是继承了其丈夫的皇位，因为她身上并没有任何罗曼诺夫王朝的血脉。她效仿了叶卡捷琳娜一世继承丈夫彼得大帝皇位的先例。也有些历史学家认为叶卡捷琳娜只是其子保罗的摄政，或称其篡夺了儿子的皇位。以尼基塔·帕宁为首的贵族曾密谋政变，废黜叶卡捷琳娜，拥立保罗，建立君主立宪政体。但结果并未成功，叶卡捷琳娜一直执政直到1796年逝世。

## 执政

女皇的皇室印符

### 1762年加冕

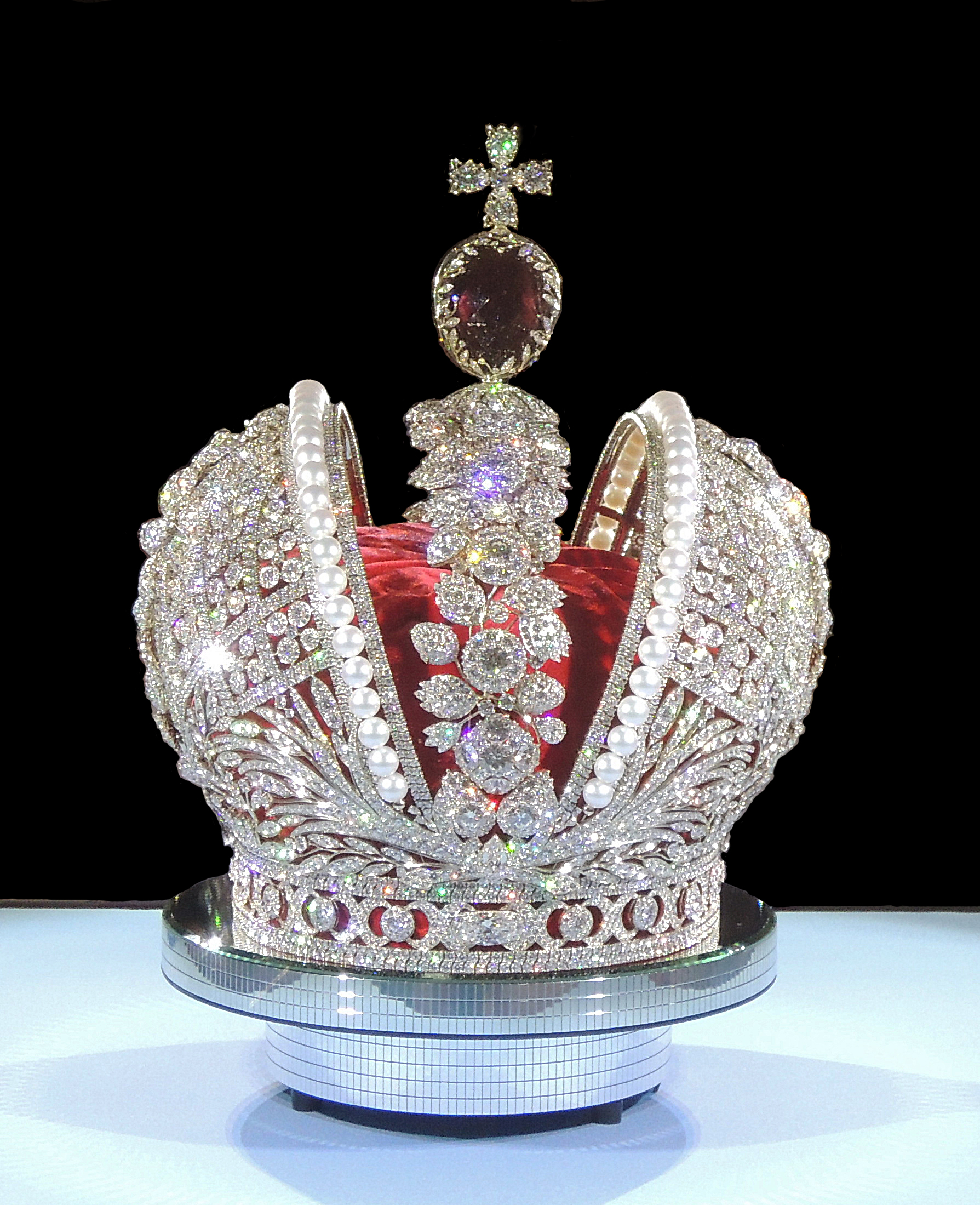
俄罗斯帝国冠冕（斯摩棱斯克钻石公司2012年复制版本）

1762年6月28日，叶卡捷琳娜在情人格里高利·奥尔洛夫的帮助下召集支持她的军队在圣彼得堡宣称自己为全俄罗斯女皇帝叶卡捷琳娜二世，并任命长子保罗为继承人。9月22日，叶卡捷琳娜正式于莫斯科加冕。叶卡捷琳娜的加冕礼是罗曼诺夫王朝第一次使用俄罗斯帝国冠冕。这件由瑞士宫廷珠宝匠拉赫米·波杰设计的珍宝受到拜占庭帝国皇冠的启发，由金银两个半球组成，象征东、西罗马帝国。帝国冠冕中间分开东西半球的桂冠上是75颗钻石和4936颗印度钻石组成的月桂和橡树叶。桂冠顶还有一个钻石十字架和一颗重达398.62克拉的红宝石。
尽管帝国冠冕耗费甚巨，但拉赫米·波杰仅用了两个月就完成了这件杰作，最终成品也只重2.3千克。自叶卡捷琳娜二世起，直到最后一位皇帝尼古拉二世，所有的俄罗斯皇帝都在冠冕礼上戴着帝国冠冕。帝国冠冕现藏于莫斯科克里姆林宫军械库。

### 外交
在叶卡捷琳娜统治期间，俄罗斯帝国向南、向西扩张，从奥斯曼帝国和波兰-立陶宛联邦手中将包括新俄罗斯、克里米亚、北高加索、右岸乌克兰、白俄罗斯、立陶宛和库尔兰在内的大片领土纳入囊中。叶卡捷琳娜总计为俄罗斯增加了二十万平方英里（52万平方公里）的土地。
女皇的外交大臣尼基塔·帕宁（1763至1781年间在职）在她执政初期施加了巨大的影响。这位精明的国务活动家不遗余力地促成俄罗斯、普鲁士、波兰和瑞典之间的“北方协定”，以对抗波旁-哈布斯堡联盟。当这个计划行将失败的时候，帕宁伯爵因此失势，伊万·奥斯特曼取而代之。
叶卡捷琳娜1766年曾同意与英国缔结正式的贸易协定，但后来因为没能实现军事联盟而作废。女皇很珍视与英国的友谊，但她也很警惕英国在七年战争中的胜利会打破欧洲平衡。

#### 俄土战争
叶卡捷琳娜继承彼得大帝的先业，征服了南方的黑海岸。在1768年至1774年的第五次俄土战争中痛击奥斯曼帝国，使俄国成为东南欧的主宰。战争的胜利使得俄国吞并南乌克兰，获得了通往黑海的出海口。俄国在新占地建立了一系列新城，包括敖德萨、尼古拉耶夫、葉卡捷林諾斯拉夫。1774年7月10日签署的库楚克开纳吉和约使俄国获得亚速、刻赤、叶尼卡尔要塞、金布恩半岛，以及第聂伯河与布格河之间的黑海海岸。条约还使得俄国舰队和商船队可以在亚速海自由通航，允许俄罗斯保护土耳其国内的东正教信徒，并令奥斯曼帝国放弃克里米亚汗国的宗主权。
九年后的1783年，叶卡捷琳娜正式吞并了克里米亚。1787年，俄国在克里米亚举行了胜利游行，刺激了第七次俄土战争的爆发。土耳其惨败，被迫签订雅西和约，承认俄国对克里米亚的主权，并割让叶迪山地区。

#### 俄国-波斯战争
1783年，俄国与格鲁吉亚签订格鲁吉夫斯克条约，宣言将保护格鲁吉亚人免受波斯的侵袭。1795年，波斯新王阿迦·穆罕默德汗入侵格鲁吉亚，驱除了高加索地区俄国新建的要塞。翌年，叶卡捷琳娜对波斯宣战。俄国政府的终极目标在于推翻反俄的阿迦·穆罕默德汗，推立他逃到俄国的弟弟莫尔塔扎·戈利汗上位。
原计划是老将伊萬·古多維奇带领一支13000人的精兵上阵，但女皇听信了情人朱保夫亲王的建议，改派亲王年轻的弟弟瓦勒里安·朱保夫出任司令。俄军于1796年4月于基兹利亚尔出发，很快于5月10日席卷了杰尔宾特要塞。到六月中旬，朱保夫的军队几乎未遇反抗，差不多征服了整个阿塞拜疆边境，巴库、沙马基、占贾三座名城尽收入囊中。到11月，俄军已抵达阿拉斯河与库拉河的交汇点，准备进攻波斯本土。
但就在这个月，女皇驾崩。继任的保罗一世厌恨朱保夫，对军队也另有计划，于是下令俄军撤回国内。这条命令使得朱保夫家族和一些参与远征的高官非常沮丧。他们之中的许多人都参与了五年后刺杀保罗的阴谋。

#### 与西欧的关系

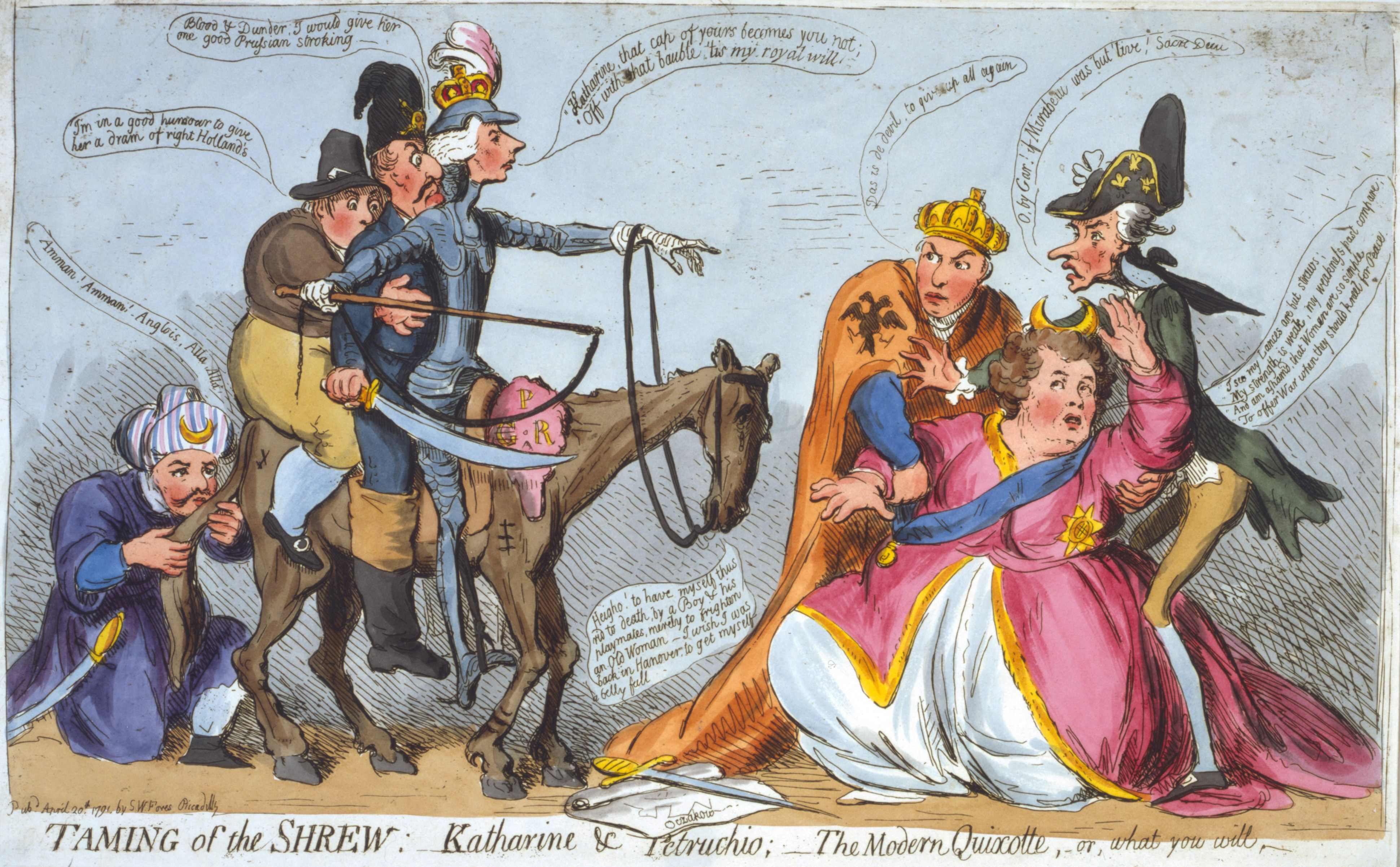
英国一幅1791年的讽刺漫画，意为试图调停叶卡捷琳娜（位于右侧，有法国人和奥地利人的支持）与土耳其人

叶卡捷琳娜渴望成为一名开明君主，希望俄国能在国际舞台上成为国际争端和战争的调和者。她调停了普鲁士和奥地利之间1778至1779年的巴伐利亚王位继承战争 。1780年，女皇建立了武装中立联盟，旨在美国独立战争期间保护中立国船只不受英国皇家海军的掠夺。

八十年代的叶卡捷琳娜二世，J.B.兰皮所绘，现藏艺术史博物馆

1788至1790年间，叶卡捷琳娜的堂兄，瑞典国王古斯塔夫三世意图趁俄土交战之机直扑圣彼得堡。但俄国波罗的海舰队在1788年7月的戈格兰海战中与瑞典王家海军交战不落下风，阻止了瑞典军队前进。1790年，瑞军于斯文斯桑科海战中取得大捷，两国于8月14日签订瓦瑞拉条约，各自退回交战前的边界，并重新确认了奥布和约。古斯塔夫三世1792年遭刺杀，两国得以维系二十年的和平。

#### 瓜分波兰
1764年，叶卡捷琳娜安排她的前情人斯坦尼斯瓦夫·奥古斯特·波尼亚托夫斯基登上了波兰王位。尽管瓜分波兰的提议出自普鲁士国王腓特烈二世，但在十八世纪九十年代实际主导瓜分的却是叶卡捷琳娜女皇。1768年，女皇正式成为波兰-立陶宛联邦的保护者，激起了巴尔联盟（1768-72）的抗俄斗争。起义遭镇压之后，波兰-立陶宛联邦内政崩坏。为了控制联邦，女皇建立了一种特殊的共和体制（Rzeczpospolita），通过俄国驻波兰的使节确保常任枢密院完全受俄罗斯帝国的控制。
1789年法国大革命之后，叶卡捷琳娜抛弃了许多自己先前热衷的启蒙思想。叶卡捷琳娜担心五三宪法（1791）会使波兰-立陶宛复兴，也害怕联邦内部的民主运动威胁欧洲的君主制，决定出兵干预。女皇为波兰国内塔戈维查联盟之类的反宪法组织提供支持，并直接派遣俄军入侵波兰。俄国在1792年俄波战争和1794年镇压柯斯丘什科起义的战争中接连战胜，最终于1795年与普鲁士和奥地利两国彻底瓜分了波兰仅剩的领土。

#### 对日关系
在远东，俄国人开始积极捕猎堪察加半岛和库页岛的毛皮，从而刺激俄国人与南方的日本进行贸易，以获得补给。1783年，日本船长大黑屋光太夫在航行途中遭遇风暴，着陆于当时属俄国领土的阿留申群岛。俄国当局施予救助，并决定以此为契机，任命大黑屋光太夫为两国之间的贸易代表。1791年6月28日，叶卡捷琳娜在沙皇村接见了大黑屋光太夫，最终于翌年派出亚当·莱克斯曼率领的贸易使团前往日本。使团得到了江户幕府的接见，但谈判最终没有成功。

### 经济财政
此时俄国的经济发展水平要远远落后于西欧，历史学家克鲁索瓦·克鲁泽如此记述叶卡捷琳娜治下的俄罗斯：
“既没有自由农，中产阶级也是人微言轻，适合私人企业的法律环境更不存在。即便如此，工业还是初兴。主要是莫斯科周围的纺织和乌拉尔山脉的冶铁。劳工都是农奴，被束缚在工业上。”
叶卡捷琳娜大力鼓励伏尔加德意志人移民俄国。这些来自德国的农民移居伏尔加河谷，带来了谷物生产、面粉研磨、烟草文化、绵羊蓄养和小规模手工业方面的新技术，使俄国农业真正得以近代化。
由于军费开支巨大，俄国国库白银稀缺，不得不发行御定卢布。1768年，御定银行受女皇之命发行俄国第一批纸币。翌年银行在圣彼得堡和莫斯科开业，并逐渐在市镇开设分支。御定卢布的使用一直持续到1849年。

### 文化艺术

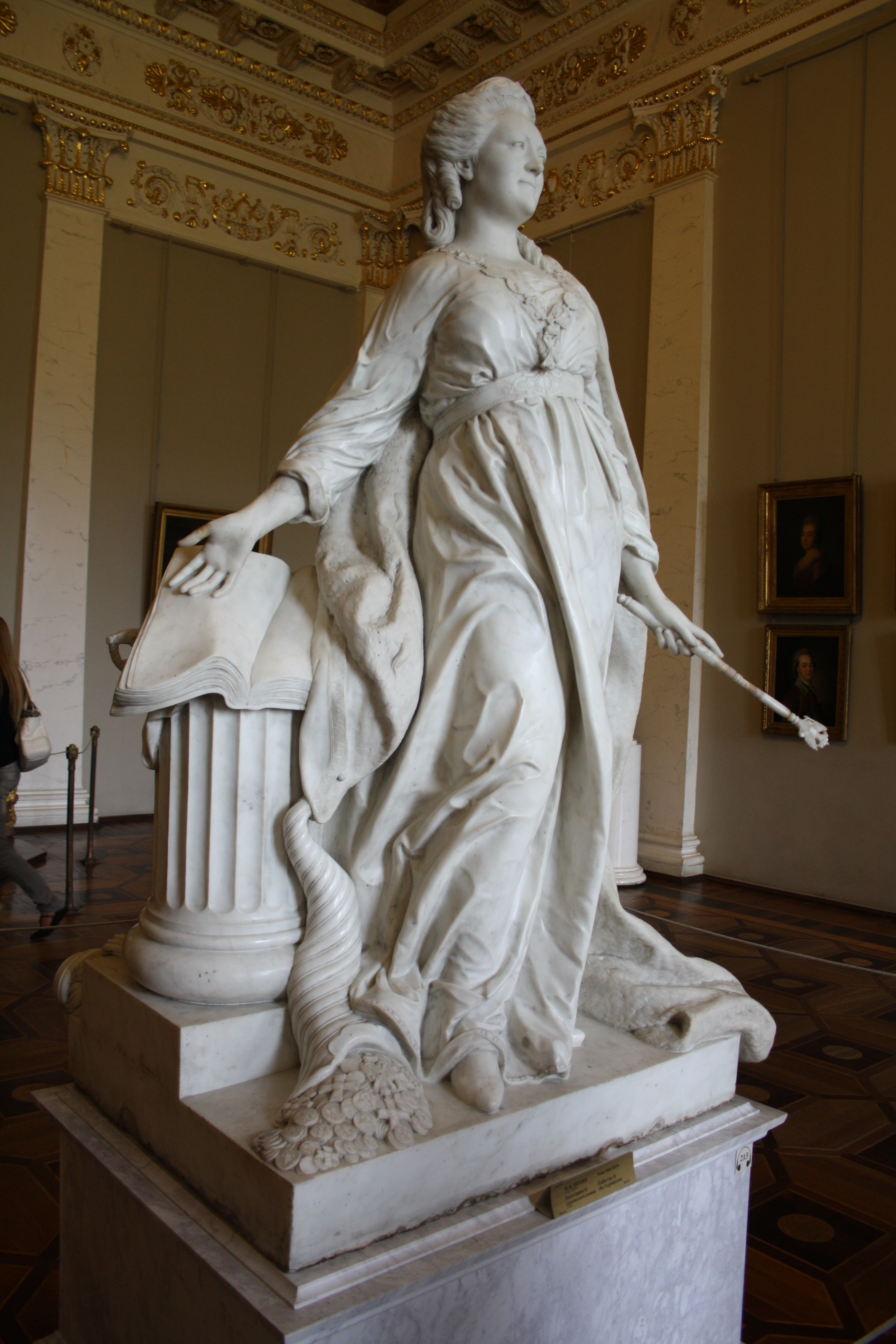
密涅瓦装束的叶卡捷琳娜二世(1789–1790)，勒多特·舒宾作。

叶卡捷琳娜一直都慷慨地赞助艺术、文化和教育。如今占据了整个冬宫的埃尔米塔日博物馆就源于她的私藏。在内务总管伊万·贝兹托伊的帮助下，女皇基于约翰·洛克的思想撰写了一本儿童教育手册，并于1764年建立斯莫尔尼宫教育贵族少女。
女皇亲自创作戏剧、小说和回忆录，并结交伏尔泰、狄德罗、让·勒朗·达朗贝尔等法国百科全书派学者。这些启蒙思想家随后都在自己的作品中称赞女皇。1765年，在女皇的建议下，自由经济学会于圣彼得堡成立。当时最优秀的经济学家如亚瑟·杨格、雅克·内克尔等都是协会的外国会员。女皇还招募了一批科学家来圣彼得堡，比如柏林的莱昂哈德·欧拉、彼得·西蒙·帕拉斯；瑞典的安德斯·约翰·勒克色尔。
叶卡捷琳娜资助伏尔泰长达十五年，一直到哲人于1778年去世。伏尔泰盛赞女皇的成就，将其称为“北方之星”与“俄国的塞弥拉弥斯”。1768年，他还特意出版了一幕悲剧称赞这位巴比伦的传奇女王。伏爾泰曾建議女皇學習希臘語及賦詩望其出兵攻打奧圖曼土耳其，收復君士坦丁堡並進行統治。尽管两人从未见面，但伏尔泰去世时，女皇还是十分悲恸。叶卡捷琳娜向伏尔泰的继承人买下了他的藏书，珍藏于俄罗斯国家图书馆。
1762年继位后数月，叶卡捷琳娜听说法国政府出于宗教影响的考虑，威胁要禁止百科全书的出版。她当即向狄德罗提议，他可以来俄国在她的庇护下完成巨著。
女皇致力于将自己从法国哲学家那里学到的启蒙精神融入具体立法之中。四年之后的1766年，她于莫斯科召集由各国各阶层（官员、贵族、资产阶级、农民）共652人组成的大委员会，这几乎已经组成了一个协商议会。大委员会需要考虑到俄罗斯帝国自身的需求制订法律。女皇自己则撰写了议会立法指令，并坦言其中的思想几乎全部来自西欧哲学家，尤其是孟德斯鸠与切萨雷·贝卡里亚。但由于新的立法中有许多民主原则威胁到了旧臣，女皇没能将其付诸实施。大委员会也在200多次会议后解散，没能将理论变为现实。
尽管如此，女皇还是开始将议会立法指令中的思想转化为具体立法。1775年，女皇颁布俄罗斯帝国行省行政法令，旨在将全国划分为行省和行政区，更好地管理人口更多的俄罗斯。到她执政末期，全国建立了50个行省和近500个行政区，指派了超过千名行政官员，公务时间是先前的六倍。1785年，叶卡捷琳娜颁布贵族宪章，授予贵族更多的土地权利。每个行政区的贵族可选取产生首席贵族，作为代表与皇帝讨论相关议案（主要是经济方面）。同年女皇亦颁布城镇法令，将国民划为六类，以此塑造中产阶级，限制贵族权力。1781年颁布商业航行法案与盐业贸易法案；1782年颁布警察条例；1786年颁布国立教育法令。女皇在1777年写给伏尔泰的信中提到，她的立法尝试正使俄国“一点点”进步。
在叶卡捷琳娜治下，欧洲经典得到引进学习，启发了俄罗斯启蒙时代。加甫里尔·杰尔查文、杰尼斯·伊万诺维奇·冯维辛、伊波利特·波格丹诺维奇为俄罗斯十九世纪伟大的作家奠定了基础——尤其是亚历山大·普希金。叶卡捷琳娜也慷慨地赞助着俄罗斯歌剧的发展。
然而，在法国大革命爆发后的1790年，亚历山大·尼古拉耶维奇·拉季舍夫出版了《从彼得堡到莫斯科游记》，警告腐朽的农奴制将引发农民起义。叶卡捷琳娜将其流放到西伯利亚。
叶卡捷琳娜还将玛丽·安托瓦内特的前宫廷画师伊丽莎白·维杰·勒布伦接到沙皇村，为其绘制晚年画像。维杰·勒布伦夫人在回忆录中生动地描述女皇：“这位闻名遐迩的贵妇人给我留下了深刻的印象。我别无他顾，只能注视着她。起初我惊讶于她娇小的身形，我本以为她会和自己的盛名一样高大。她业已发福，但面容依旧美丽。白发精巧地挽了起来。饱满的天庭凸显睿智。眼神柔和而富有感情。她还有个希腊式的鼻子。她精神高涨，仪态迷人。一见到我，就用略显低沉的甜美嗓音招呼：‘我很高兴你能来，夫人。你的大名我早有耳闻。我非常喜欢艺术，尤其是绘画。我不是什么内行的鉴赏家，但我确实非常热爱艺术。’”
维杰·勒布伦夫人也记述了节庆时的女皇：“双扇门打开，女皇来了。我曾说过她身形娇小。但出席公众场合时，她高昂着头，眼神鹰隼般锐利，杀伐决断的面容充满了皇室气质，仿佛全世界的女皇。她的绶带上挂着三颗勋章，礼服不甚奢靡也不减庄严。那是一件金绣棉布束腰外衣，用钻石腰带系紧，袖子翻成亚洲式样。她外面还套着一件红色天鹅绒短袖斗篷。遮住白发的短帽不是用绶带装饰，而是用最闪亮的钻石。”

### 教育

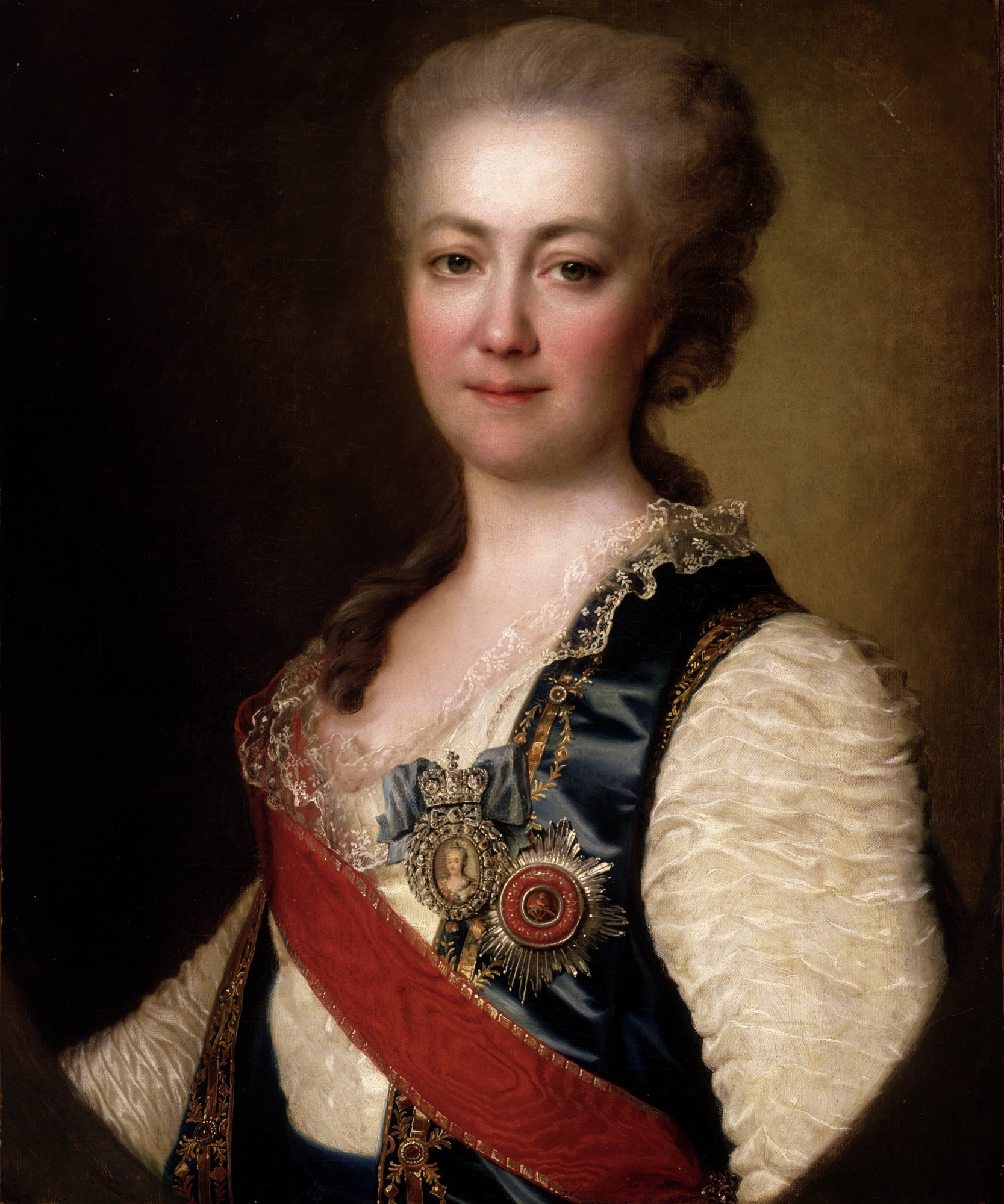
叶卡捷琳娜·沃伦佐娃-达什科娃，女皇密友，也是俄罗斯启蒙时代的代表人物之一。

叶卡捷琳娜一直心心所念着西欧哲学与文化，也热切盼望身边能有共同见识的人。她相信欧式教育可以转变俄国儿童的心智，摆脱落后的俄罗斯大环境影响，将他们培养成德智两全、知识技术兼备、具有公民责任感的“新人”。

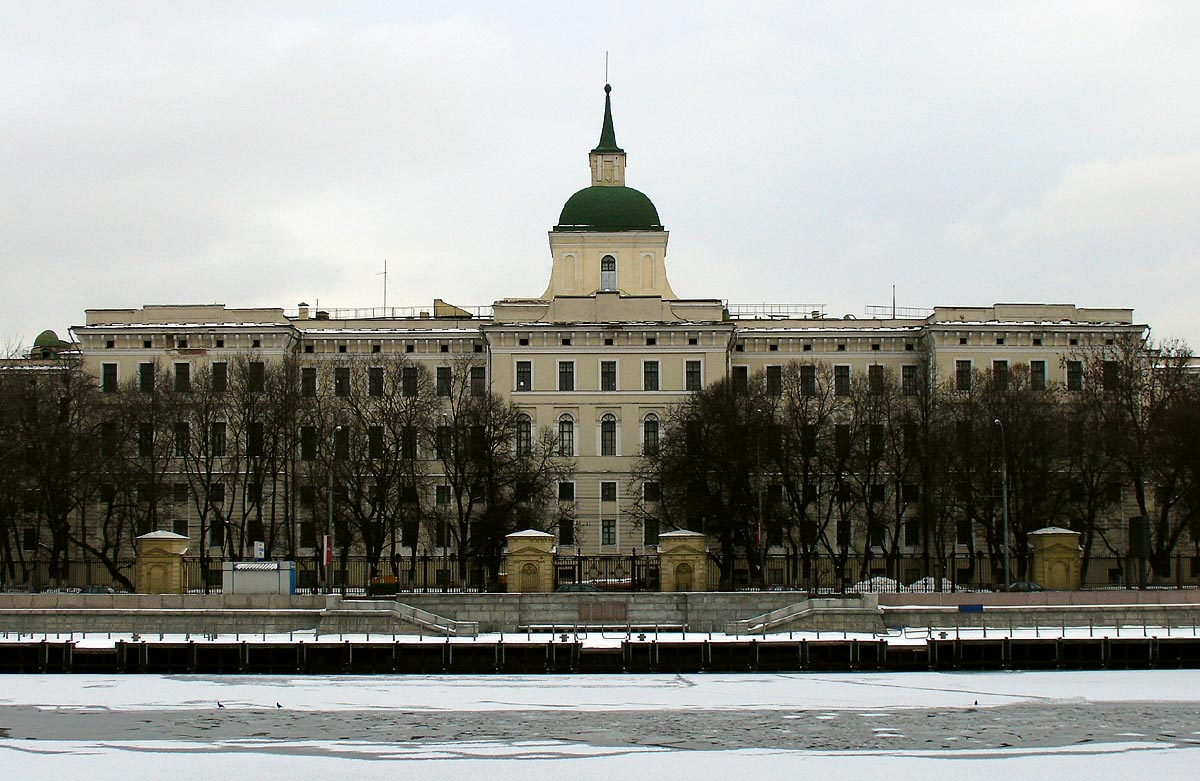
莫斯科孤儿院

叶卡捷琳娜指令伊万·贝兹托伊为教育事务顾问，收集俄国内外教育机构的讯息。女皇随后召集T·N·特普洛夫、T·冯·克灵斯泰德、F·G·狄尔泰与历史学家G·穆勒组建了教育委员会。她也向丹尼尔·杜梅里克和约翰·布朗这样的英国教育先锋请教。1764年，女皇邀请杜梅里克来俄国加入教育委员会。委员会研究了伊万·舒瓦罗夫在伊丽莎白·彼得罗芙娜和彼得三世治下实施的教育改革，提议建立面向所有5至18岁的非农奴儿童的俄式东正教教育体系。然而，由于国家重心都放在立法委员会上，教育委员会并没能把理念变成现实。1765年1月，杜梅里克写信向约翰·布朗咨询委员会面临的难题，随即收到一封有关俄国社会和教育改革的长信。布朗相信民主国家的教育应由国家在教育法的基础上统一管理。他也强调“对女性进行恰当有效的教育”。

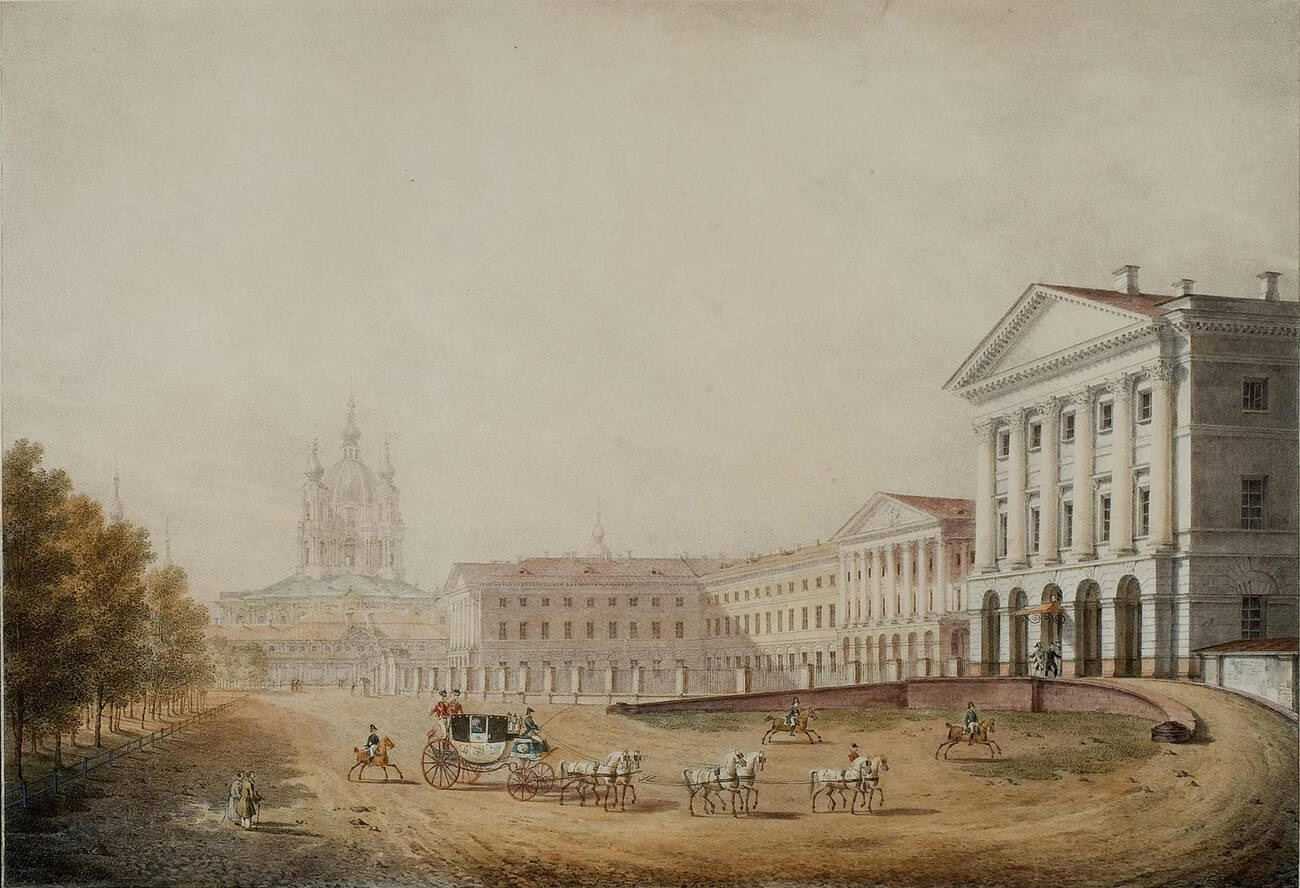
斯莫尔尼宫，全俄第一所贵族女子学校，也是全欧第一所女子高等学校。

就在两年前，叶卡捷琳娜指令伊万·贝兹托伊起草两性儿童教育大纲。这项工作旨在将儿童与落后的俄罗斯大环境相隔绝，从而塑造“新人”。建立莫斯科弃儿之家（莫斯科孤儿院)就是实现这一目标的初尝试。孤儿院接纳孤儿和私生子，并提供符合国家意志的教育。尽管孤儿院不是正式的国立机构，但它确实是一次试验新教育理念的好机会。然而孤儿院内儿童死亡率居高不下，很多孩子没能活到体现教育成果的年纪，孤儿院项目最终没能成功。
孤儿院项目之后不久，叶卡捷琳娜设立了斯莫尔尼宫教育贵族女孩，这在俄国尚属首例。起初斯莫尔尼宫只招收贵族千金，后来也对小资产阶级开放。斯莫尔尼宫的少女们两耳不闻窗外事，在宫墙内专心学习纯正的法语、音乐、舞蹈，以及对君主的忠诚。斯莫尔尼宫教育理念的核心在于严格的纪律。宫内禁止奔跑嬉戏，宫室特意修建得寒冷，因为当时的理念觉得过度温暖和过度玩乐一样对身体成长有害。
1768-1774年间，国立教育系统的设立并无进展。叶卡捷琳娜继续深入研究各国教育理论与实践，在国立教育系统尚未建立之时进行了许多教育改革。首先是1766年重组少年军训团。初入军训团的孩子们年级都很小，他们要一直在团内长到21岁。除了职业军事课程，还要学习科学、哲学、伦理、历史和国际法。少年军训团的教育对后来的海军军训团和工程炮兵学院都有影响。镇压普加乔夫起义之后，叶卡捷琳娜召集了三个阶层代表组成的社会事务委员会，将设立学校的职责下放到各省。
1782年，叶卡捷琳娜设立了另一个顾问委员会研究各国的教育系统。数学家弗朗兹·艾皮努斯提出的教育系统尤为突出。他强烈建议采用奥地利的三级教育系统：乡村的基层学校、城镇的中级学校和省会的师范院校。在顾问委员会之外，叶卡捷琳娜还组建了以彼得·扎瓦多维斯基为首的国立学校委员会，负责组建国内的学校网络、培训教师、提供教材。1786年8月5日，国立教育条例正式颁布，确立了两级教育体制，在各省会设立了小学和中学。这些学校男女同校，不收学费，面向所有非农奴阶层开放。每个年级的课程和教学方法都有细致规定。教材由委员会专门翻译，教师则会收到一份“教师指南”，其中包括教学法、所教课程、教师举止和学校管理四部分。
项目实施两年后，国立委员会派出官员巡视新设的学校，然而结果并不乐观。尽管贵族们确实为新学校筹措了不少资金，他们还是宁愿将自己的孩子送去更有名的私立学校；城镇居民也不喜欢小学裡的新教学法。到叶卡捷琳娜执政末期，549所国立学校裡共有62000名学生，这和俄国总人口相比只是非常微小的一部分。

### 宗教事务

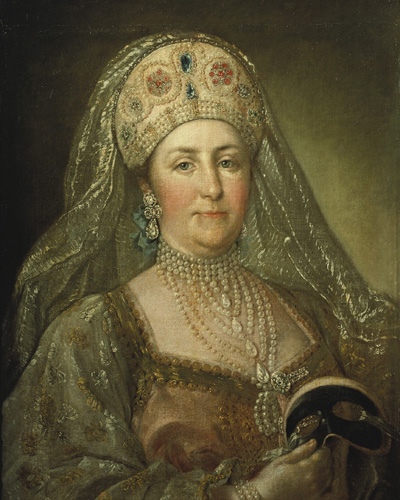
着俄国传统服饰的叶卡捷琳娜二世

叶卡捷琳娜表面上接纳了俄国的一切，其中当然也包括國教东正教，但她本人其实对宗教并不热衷。为了筹资支持战争，她将大部分教会的土地国有化，多數的神职人员被逐出修道院，少數修士強迫務農，她并向洗礼和其他聖禮征税。教会相较之前重要性大为降低，只有很少的贵族投身神职。她不允许异教徒修建教堂，更在法国大革命后予以镇压。
叶卡捷琳娜将宣扬基督宗教作为反奥斯曼政策的一部分，大力保护、扶植奥斯曼土耳其治下的基督徒。叶卡捷琳娜对天主教并不友好（见1769年2月23日政令），因为波兰人大多是天主教徒，而她决意瓜分波兰。然而，1773年镇压耶稣会期间，她治下的俄国却为耶稣会提供了避难所。

#### 伊斯兰教
叶卡捷琳娜治下对伊斯兰教采取了多种政策。1762至1773年间，伊斯兰教徒穆斯林禁止拥有东正教农奴，此外还有经济措施迫使穆斯林皈依东正教。叶卡捷琳娜承诺，只要穆斯林皈依东正教，就可以拥有更多不限信仰的农奴，罪犯也能得到大赦。尽管如此，1767年的立法委员会中还是有数位公开的穆斯林。委员会承诺保护穆斯林的宗教权利，但并没有做到。许多东正教农民感到威胁，焚烧清真寺以发泄不满。当抗议的声潮行将失控的时候，叶卡捷琳娜选择同化穆斯林而非将其清除。1773年的“诸信宽容”法令允许穆斯林建造清真寺，并保留传统习俗，包括先前禁止的麦加朝觐。叶卡捷琳娜设立了奥伦堡穆斯林精神会管理穆斯林地区，规范毛拉的言行。精神会由女皇和政府督办出资，成为帝国规范宗教事务的机构。
为了进一步主动控制帝国边境，1785年，叶卡捷琳娜同意出资建造新的清真寺和穆斯林定居点，以此促使帝国南境的游牧民族定居下来。1786年，叶卡捷琳娜同意将伊斯兰学校在政府管控下纳入公立教育体系，使得许多先前不在俄国法律司法管辖下的人同化为帝国臣民。

#### 犹太教
俄国通常将犹太人视作自有立法和官僚系统的独立团体。尽管俄国政府知道犹太人存在，但叶卡捷琳娜及其顾问却始终没有明确地定义什么是“犹太人”，这个词在她治下有多种含义。1772年之前，犹太教徒在俄国并不多见。第一次瓜分波兰期间，叶卡捷琳娜同意大规模犹太人团体在俄国的东正教社会下有条件地保留自己的独立。犹太人相较东正教徒需要缴纳多一倍的赋税，但如果皈依东正教就能免去。改宗之后的犹太人可以进入商人阶层，也可以成为自由农。
为了让犹太教徒足以融入俄国的经济，1782年的城镇宪章中将他们的权利也纳入保护之列，与东正教徒等同。许多犹太人利用这一机会，从事商业和银行业。经济上的纷争使得东正教徒不满，叶卡捷琳娜开始禁止犹太人从事某些特殊领域的工作。1790年，她禁止犹太人成为莫斯科的中产阶级。

1785年，叶卡捷琳娜宣布犹太人都是外国人，权利与外国人等同。犹太人之前通过哈斯卡拉运动在俄国的独立团体开始复苏。1794年，重新开始征收针对犹太人的双倍赋税，女皇也正式宣布犹太人与俄国無關。

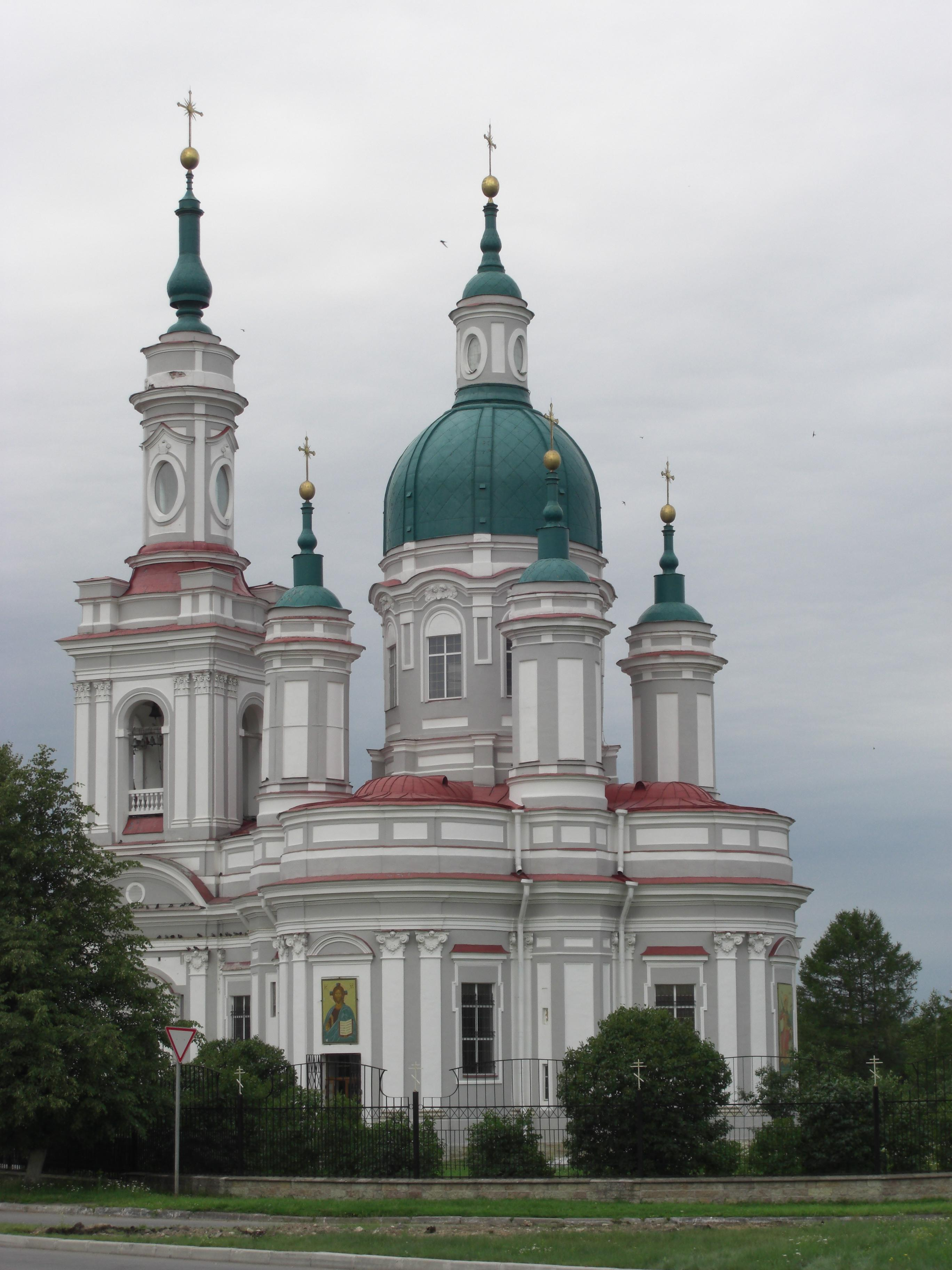
金吉谢普的圣叶卡捷琳娜教堂，典型的巴洛克式建筑

#### 俄罗斯正教会
俄罗斯正教会在叶卡捷琳娜治下的遭遇并不比其他异教好多少。女皇完成了彼得三世时期开始的教会土地国有化，修道院和主教辖区的预算也由帝国商务部控制，比原先预计收入要少得多的政府拨款取代了私有地产。全国954所修道院，女皇关闭了569所，只有161所能得到政府拨款。教会财产只返还了400,000卢布。其他宗教（例如伊斯兰教）都受邀参加立法委员会，唯独俄罗斯正教会没有席位。正教会的政治力量在女皇治下受到了极大的限制。
1762年，为了弥合正教会与旧礼仪派之间的裂隙，叶卡捷琳娜批准了一项法令，允许旧礼仪派不受干扰地公开实践自己的信仰。她一面呼吁宗教宽容，一面又号召旧礼仪派回归官方教会。在旧礼仪派拒绝之后，1764年她放逐了两万人去西伯利亚。叶卡捷琳娜稍后修正了自己的想法。1785年城市法令颁布之后，旧礼仪派被允许在特定的城市中安居。叶卡捷琳娜还承诺所有来俄罗斯定居的人都享有宗教自由。叶卡捷琳娜治下的宗教教育也受到了严格的限制。起初她打算审查神職人員教育，改革宗教学校，但没能付诸实施。1786年，叶卡捷琳娜将所有的宗教和神職人員教育与世俗教育相分离。叶卡捷琳娜将教会与公共事务相分离，与日俱进地推动着俄国的世俗化。叶卡捷琳娜将俄国的神職人員从凌驾于政府之上的超权转变成了不得不依赖政府资助的孤立团体。

### 个人生活
叶卡捷琳娜在其执政期间有许多情夫，并常常出于自己的利益将其拔擢至高位，赏赐大量的礼物、农奴和宅地。宫廷支出占国家财政比例从1767年的10.4%上升到1781年的11.4%，1795年更达13.5%。叶卡捷琳娜意图收买官僚阶层的忠诚，规定从1764年4月19日起，保持官阶达七年或以上的官员即刻升迁。1767年9月13日，她下达法令规定官阶不变达七年以上的公务员不论职位品行都将自动升迁。
格里戈里·亚历山德罗维奇·波将金和女皇的亲密关系于1776年终止，但他随即为女皇遴选外貌出众，又能迎合其喜好的新欢（例如亚历山大·德米特耶夫-马莫诺夫与尼古拉斯·亚历山大·苏克）。对于钟爱她的人，女皇十分慷慨，甚至在亲密关系结束后也是一样。其中一位彼得·扎瓦多维斯基，在1777年失宠后还得到了50000卢布现金、5000卢布年金以及乌克兰4000名佃农的赏赐。女皇的最后一任情人朱保夫亲王比她年轻40岁，这种悬殊引发了许多风流的传闻。

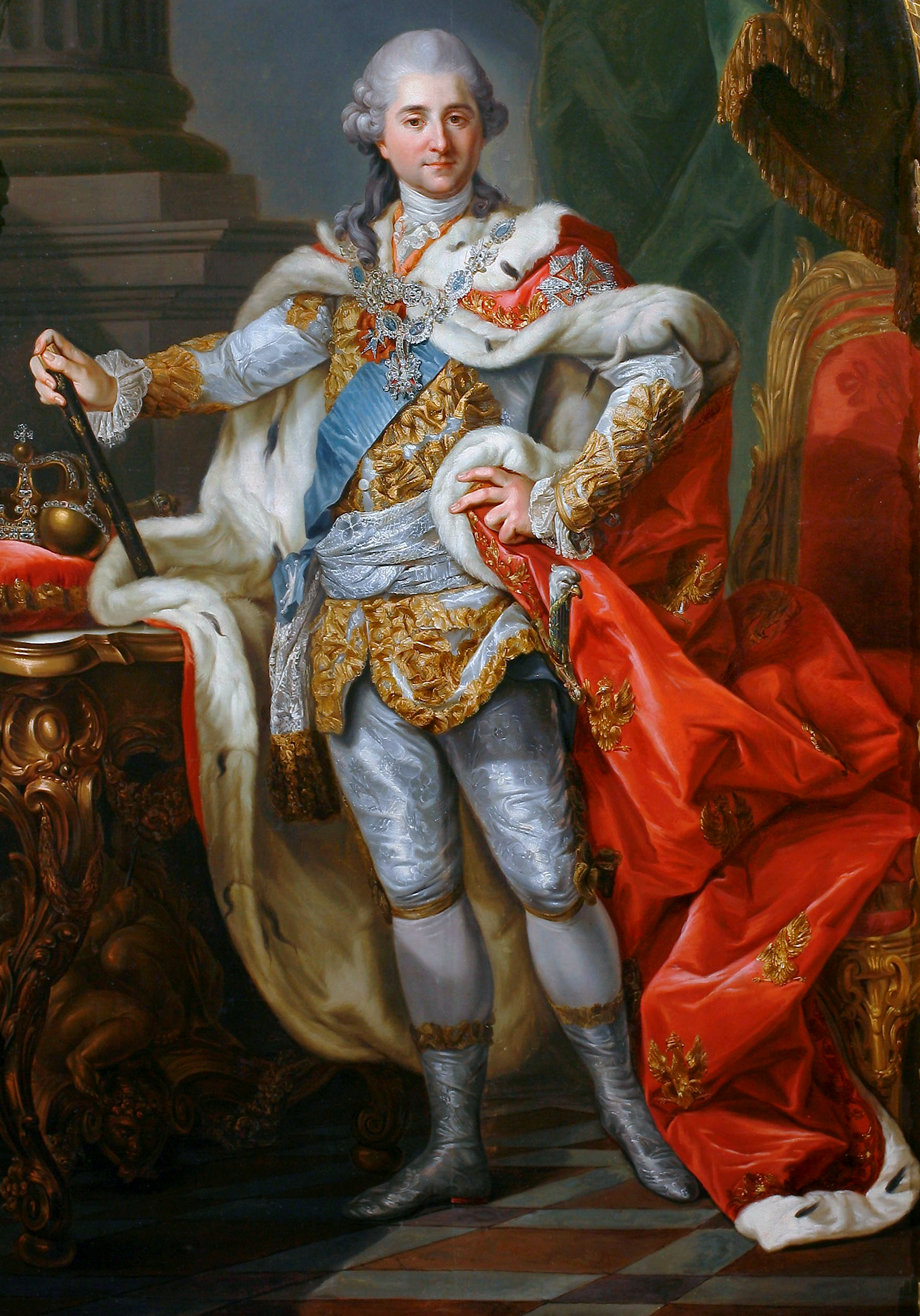
斯坦尼斯瓦夫·安东尼·波尼亚托夫斯基，波兰最后的国王

#### 斯坦尼斯拉夫

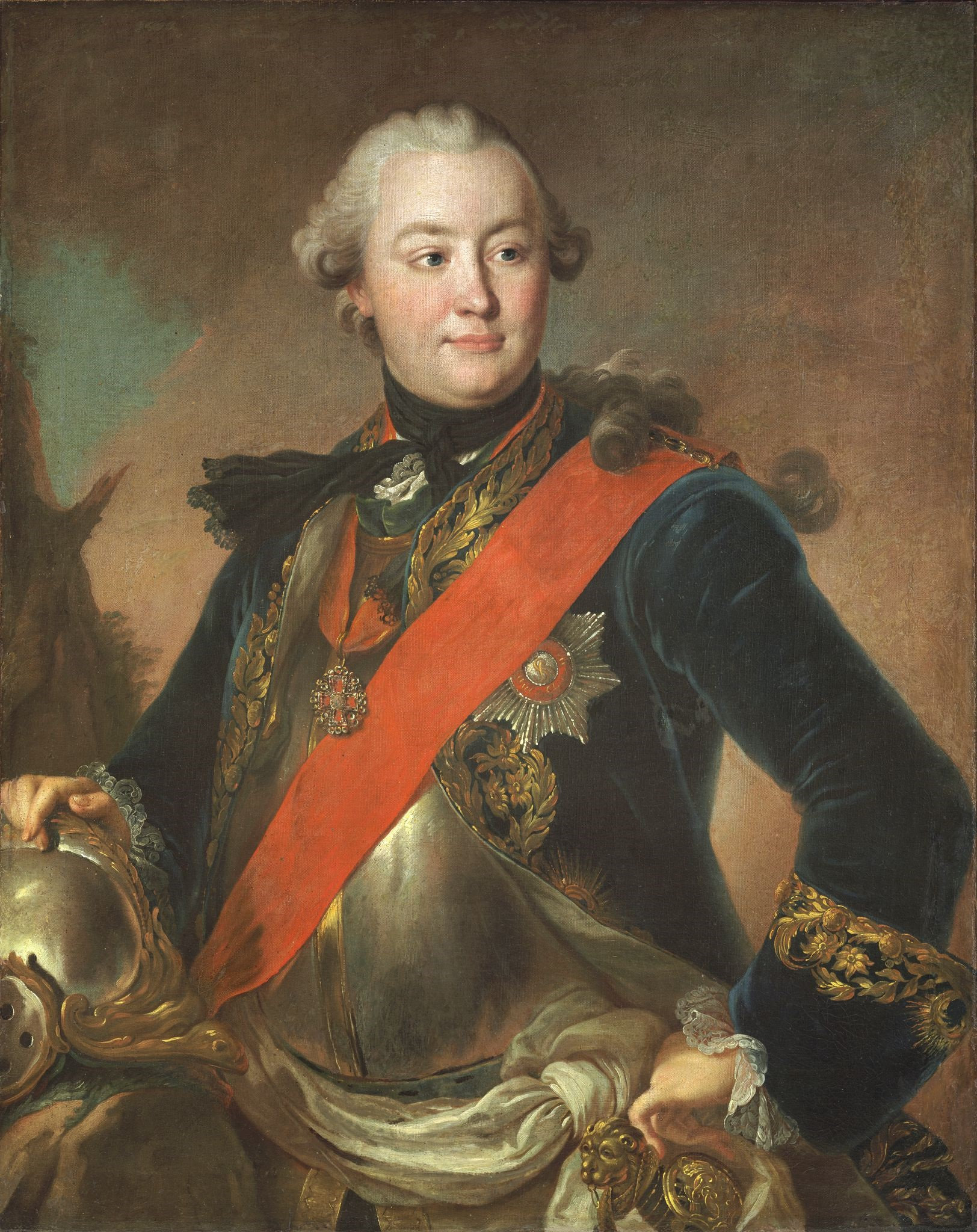
格里高利·奥尔洛夫伯爵，费奥多·罗科托夫作

斯坦尼斯拉夫·奥古斯特·波尼亚托夫斯基，母家恰尔托雷斯基家族是波兰贵族中突出的亲俄派。英国驻俄大使查尔斯·汉伯雷·威廉姆斯为了在俄国宫廷内拉拢盟友，为其在英国大使馆内安排了一个职位，使其接近叶卡捷琳娜。1755年，和彼得三世结婚已经十年的叶卡捷琳娜26岁，她见到了22岁的斯坦尼斯拉夫。1757年斯坦尼斯拉夫在七年战争中为英军效力，随即与叶卡捷琳娜发生了亲密关系。1757年12月，她为他诞下一女，取名安娜·彼得罗芙娜。
1763年，奥古斯特三世去世，波兰需要新的国王。叶卡捷琳娜支持斯坦尼斯拉夫竞选，并派俄军于1764年6月26日入侵波兰，成功扶持斯坦尼斯拉夫继位。腓特烈二世（据某些历史学家称还有土耳其苏丹）警告叶卡捷琳娜，如果她意图通过与斯坦尼斯拉夫的婚姻来吞并波兰，那么全欧洲都会反对她的图谋。但在生育了保罗和阿列克谢·博布林斯基之后，叶卡捷琳娜其实并无和斯坦尼斯拉夫结婚的想法。她要求斯坦尼斯拉夫和其他女子结婚，以此打消欧洲各国的疑虑，但被后者拒绝。
普鲁士（亨利亲王）、俄国（叶卡捷琳娜）与奥地利（玛丽亚·特蕾西娅）共同谋划瓜分波兰。1772年，三国瓜分了波兰20,000平方英里（52,000平方公里）的土地，俄国分得东线里加-波洛茨克-莫吉廖夫一带。1793年的第二次瓜分俄国占据了最多的土地，从明斯克以西直到基辅，沿第聂伯河南下直到黑海边奥恰基夫的干草原。随后波兰人民的起义引发了1795年对波兰的第三次瓜分。翌年叶卡捷琳娜逝世。三次瓜分后，作为独立国家的波兰不复存在，到1918年一战结束后才得以复国。

#### 奥尔洛夫
格里戈里·格里戈里耶维奇·奥尔洛夫的祖辈曾参与过反对彼得大帝的1698年禁卫军起义。他自己在1758年8月25日的曹恩道夫战役中三次受伤，声名鹊起。他反对彼得三世的亲普鲁士思想，而这恰好是叶卡捷琳娜不赞成的。1759年，他俩成为恋人。在叶卡捷琳娜眼中，奥尔洛夫很有利用价值，尤其是在1762年7月的政变中。

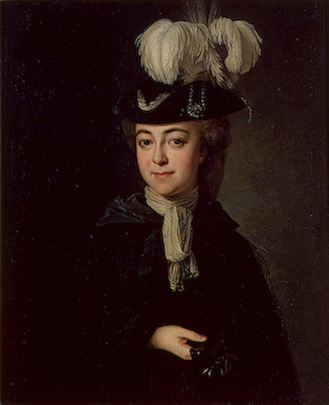
阿列克谢·格里戈里耶维奇·博布林斯基

奥尔洛夫及其三个兄弟都获得了叶卡捷琳娜赏赐的头衔、金钱、宝剑和其他大量礼物。但由于奥尔洛夫在政治上的笨拙和鲁莽，她从未想过要与他结婚。
奥尔洛夫死于1783年，他和叶卡捷琳娜育有一子阿列克谢·格里戈里耶维奇·博布林斯基，被叶卡捷琳娜安放在远离宫廷的图拉。阿列克谢的女儿玛利亚·阿列克谢耶芙娜1819年与34岁的尼古拉·加加林亲王结婚。亲王曾参与拿破仑战争中的博罗金诺战役，后任驻都灵大使。

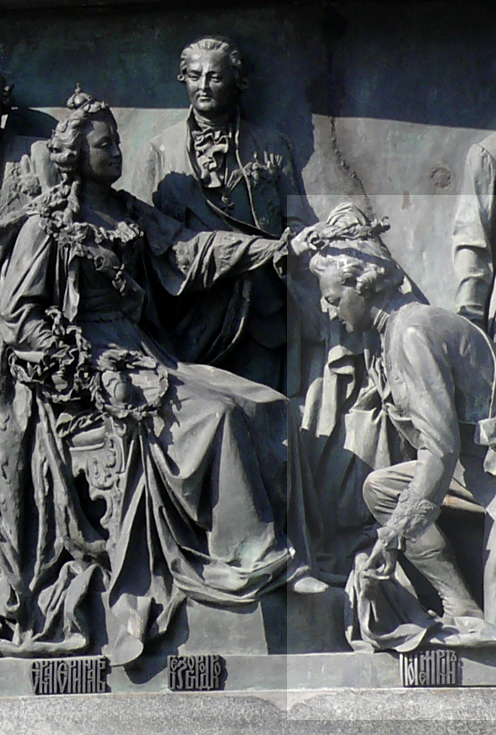
诺夫哥罗德俄罗斯千年纪念碑上的叶卡捷琳娜二世和波将金

#### 波将金
格里高利·波将金也参与了1762年政变。1772年，叶卡捷琳娜的密友提醒她奥尔洛夫与别的女人有染，奥尔洛夫随即失宠。伏尔加地区爆发起义之后，女皇写信给波将金，询问他在军事战略上有何建议。1773年冬天，普加乔夫起义的威胁越来越大，保罗也开始获得朝野支持，叶卡捷琳娜感觉皇位不稳，向波将金求助（主要是获得军事支持），他随即成为女皇忠诚的爱人，女皇秘密與格里高利·波将金舉辦了婚禮。
波将金迅速获得拔擢和奖赏，成为女皇的左右手。诗人称颂他的业绩，宫廷称赞他的品行，外国使节寻求他的青睐。他的家人也搬入宫中。女皇还任命他为新俄罗斯独裁官，负责管理开发南部的殖民地。1780年，神圣罗马帝国女皇玛利亚·特蕾西亚的儿子约瑟夫二世考虑要不要和俄罗斯结盟。他请求与叶卡捷琳娜会面，波将金受任负责接待并带领皇帝在圣彼得堡游览。波将金还说服女皇扩大俄罗斯境内大学的规模，培养更多的科学家。
1791年，52岁的波将金死于雅西和约的签订过程中。他死后八天被下葬。叶卡捷琳娜非常悲痛并下令暂停圣彼得堡的一切社交活动。俄国诗人加甫里尔·杰尔查文创作了《瀑布》哀悼波将金公爵。波将金在军队中广受爱戴，被视作父亲的形象。军队对他的死尤为悲伤。叶卡捷琳娜买下了塔夫利宫和波将金的艺术收藏来偿还他的债务。因此他留下了可观的遗产。叶卡捷琳娜二世的儿子保罗于1796年继位，他试图尽量撤销波将金的改革。塔夫利宫被改建为军营，为纪念波将金而得名的城市格里戈里奥波尔也被修改了名字。

### 农奴
根据一项1754到1762年的人口普查结果显示，叶卡捷琳娜拥有五十万名农奴，而帝国则有二百八十万名农奴。叶卡捷琳娜喜好赏赐农奴。1762-72十年间，叶卡捷琳娜赏赐出66000名农奴，1773-93二十年间赏赐出202000名。在1795年8月18日，她一天之内就赏赐出十万名农奴。

#### 权利与生活状况
在叶卡捷琳娜的时代，农奴是地主的私产，被束缚在土地上。农奴世世代代为农奴，几乎没有自己的权利，但他们并不是“奴隶”。政府在法律上并不允许农奴拥有私产，但还是有一些农奴可以积攒出足够赎身的财富，这是因为俄罗斯帝国大部分地区，尤其是大多数农奴所在的省份，法律所起的作用其实非常薄弱。当时的社会惯例是农奴将自由交给地主，以换得困难时刻的保护和救济。农奴会从地主那里得到一块土地耕种，再将一定比例的收成交给地主。地主也得保障农奴的基本权利。叶卡捷琳娜执政伊始所面临的农奴制大抵就是这样。
叶卡捷琳娜对农奴制进行了一些改革。她不想太过操心农奴，又担心他们起义，于是规定农奴可以对不尽义务的地主提出诉讼，但不能告御状。叶卡捷琳娜不经意间赋予了农奴先前没有的法律地位。被非法占有的农奴可以申请回归自由，而非贵族地主是不得占有农奴的。有些农奴甚至真的因此成功获得了自由。有些地方政府会听取农奴的申诉并惩处贵族，但不是所有官员都会这样。
除此之外，农奴的权利非常有限。地主可以自由裁量惩罚自己的农奴，甚至将其放逐到西伯利亚。贵族唯一不能做的事就是杀死农奴，因为农奴的生命是属于国家的。以前当农奴面临自己无法解决的问题（例如主人的虐待）时，会求助于独裁君主。尽管叶卡捷琳娜立法禁止这一行为，但她在位时农奴们依旧这么做。叶卡捷琳娜不愿意直接和农奴交流，但她还是采取了一些措施改善农奴的生活状况，缩减农奴的规模。她限制新增农奴的数目，禁止新增农奴的门路，其中最突出的1775年3月17日宣言，规定已经获得自由的农奴不得再度沦为农奴。但叶卡捷琳娜也将许多国有农奴划为私有农奴。尽管农奴的地位不因主人而改变，但总的说来国有农奴要比私有农奴自由一些。
大多数农奴都终身被束缚在土地上，但随着叶卡捷琳娜时期教育的发展，有些地主会让农奴接受教育，继而从事贸易和商业。这是农奴离开土地的唯一方式。

#### 对叶卡捷琳娜的态度

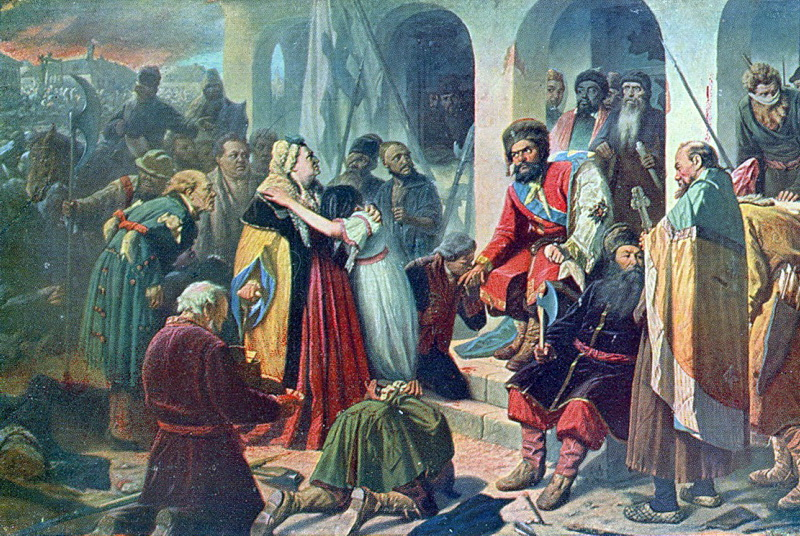

一直以来农奴都是尊敬君主的，通常当农奴不喜欢皇帝的政策时，他们会认为是贵族从中作梗，篡改了好意的皇帝敕令，要清君側。如果皇帝的政策过于严苛或者不得人心，那位皇帝就会被认作是「假君主」。而“假”皇帝必须禪讓“真”皇帝。没有政治权力的农奴，只能通过暴动表达自己的诉求。然而叶卡捷琳娜继位起就不受农奴的信任，因为她废除了一项彼得三世的法令，该法令旨在解放东正教会所拥有的农奴。农奴自然也不喜欢她取消其请愿权的做法。远离首都的农奴也容易听信有关她继位的种种流言。
庄稼歉收和瘟疫（尤其是1771年莫斯科瘟疫暴乱）激起了农奴的不满，贵族们的剥削也变本加厉，农奴的土地的自由都越来越少。农奴的暴动最终演变成了暴动和1774年的普加乔夫起义。普加乔夫装作“真”皇帝，一路帮助平民、伪装圣徒，很快就集结了一大批信仰保守的农奴。这也不是叶卡捷琳娜执政期间惟一一次有人假扮“真”皇帝，有十年时间她都在忙于应付像普加乔夫一样的农奴起义。尽管叶卡捷琳娜是一位开明君主，但农奴似乎总是不满意她的统治。

## 最终岁月

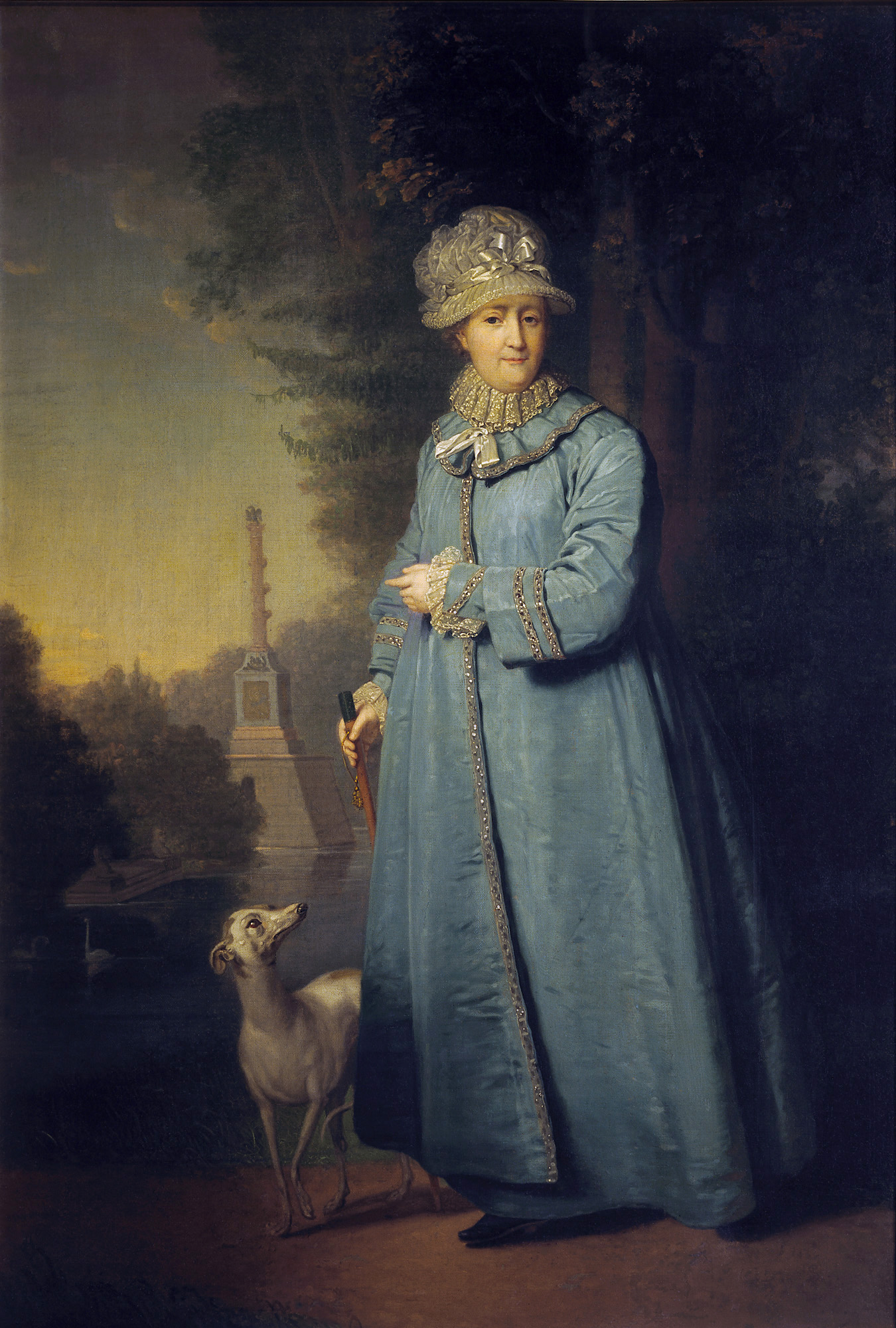
晚年的叶卡捷琳娜二世，背景是切什梅纪念柱

叶卡捷琳娜一生历经无数成功和荣耀，但行近终点的时候命运却开始展现残酷的另一面。1796年9月，瑞典国王古斯塔夫四世·阿道夫前来圣彼得堡拜访她。女皇希望能把自己的孙女亚历山德拉嫁给瑞典国王，于9月11日在宫廷内召开了盛大的舞会，打算届时宣布两人订婚的消息。但古斯塔夫·阿道夫知道亚历山德拉不会改信路德宗，拒绝订婚，没有出席舞会，回到了斯德哥尔摩。叶卡捷琳娜为此大发雷霆，健康也受到了影响。她本打算让钟爱的孙子亚历山大一世越过不成器的儿子保罗一世直接继位。但这场舞会严重损害了她的健康，两个月后就因中风去世，最终没能实现自己的计划。
1796年11月16日（俄曆11月5日），叶卡捷琳娜起得很早，照常用早餐、喝咖啡，伏案工作。她的侍女玛利亚·佩罗库斯金娜询问女皇的睡眠品質，叶卡捷琳娜回答她自己已经很长时间没睡得这么香了。上午九点左右，叶卡捷琳娜前往更衣室，入厕时突发中风。察觉到女皇失踪之后，侍者扎卡·佐托夫冲进房间，发现叶卡捷琳娜倒在地上，面色青紫，脉搏微弱，呼吸迟缓。仆人们将叶卡捷琳娜送回房间。四十五分钟后，御医苏格兰人约翰·罗杰森赶到，诊断结果是突发中风。尽管进行了种种尝试，但女皇还是陷入了无法苏醒的休克。临终圣事举行之后，叶卡捷琳娜二世在当天晚間九點四十五分左右崩逝於俄羅斯聖彼得堡市普希金市沙皇村，享壽六十七歲，結束了長達三十四年的統治。次日的尸检结果证明死因确是中风。
叶卡捷琳娜曾于1792年命秘书亚历山大·瓦西利维奇·科拉波维特斯基记录遗嘱，其中详细描述了女皇自己的葬礼安排：“寿衣应为白裙，头上应有金冠，上刻朕的教名。丧期最长六个月，越短越好。”女皇最终入殓时头戴金冠，身着银色织锦长裙。11月25日，金绣装饰的棺椁放在安东尼奥·里纳尔迪设计的大厅中供人瞻仰。伊丽莎白·维杰·勒布伦的回忆录记载了葬礼的细节：“女皇的遗体在富丽堂皇的房间里停灵六周，长明灯日夜不息。女皇的周围是俄国所有城镇的纹章。她戴着面纱，金发披着。来凭吊的贵妇亲吻她的双手——或者至少尝试这么做。”叶卡捷琳娜女皇最後安葬于圣彼得堡的彼得保罗大教堂內。

## 子嗣
叶卡捷琳娜生有两个儿子。长子保罗·彼得罗维奇出生于1754年10月1日，后来成为俄羅斯皇帝的保羅一世。有谣传说他是叶卡捷琳娜与朝臣格里戈里·格里戈里耶维奇·奥尔洛夫的私生子，但传闻站不住脚，因为保罗·彼得罗维奇无论相貌性格简直是其父彼得三世·费奥多罗维奇的翻版，彼得三世也并非传闻那样不能生育，曾与一情人有私生子。因为保罗太像彼得三世·费奥多罗维奇，所以叶卡捷琳娜二世十分讨厌他。伊丽莎白女皇对保罗是私生子的说法十分不以为然，并说“如果他真是私生子，那也不是我们家族中的头一个”。
保罗1773年与第一任皇后娜塔莉·阿列克谢耶芙娜成婚，未有子女；1776年与第二任皇后玛丽亚·费奥多罗芙娜成婚，子女包括亚历山大一世和尼古拉一世。 保罗一世1796年继承俄罗斯皇位，1801年3月23日在米哈伊洛夫宫遇刺。
次子阿列克谢·格里戈里耶维奇·博布林斯基，生父为格里戈里·格里戈里耶维奇·奥尔洛夫。阿列克谢1762年4月11日出生，在博布里奇长大，后来迎娶安娜·多萝西娅·冯·恩琴－施登伯格男爵夫人，1796年获封博布林斯基伯爵，1813年6月20日去世。
叶卡捷琳娜的长女安娜于1757年12月9日10点至11间出生于冬宫，她可能是叶卡捷琳娜和斯坦尼斯瓦夫·波尼亚托夫斯基的私生女。伊丽莎白女皇不顾叶卡捷琳娜的意见，用她已故的姐姐安娜·彼得罗芙娜为新生的公主命名。1757年12月17日, 小安娜公主受洗，并受勋圣凯瑟琳勋章，伊丽莎白是为其教母，并在受洗时怀抱安娜。叶卡捷琳娜未能出席女儿的洗礼，但收到了伊丽莎白女皇给她和彼得的60000卢布。安娜和保罗一样，由伊丽莎白抚养。安娜死于1759年3月8日，叶卡捷琳娜在自己的回忆录里没有提及此事，然而，此事确令她震惊不已，久久不能平静。安娜的葬礼于3月15日在亚历山大·涅夫斯基修道院举行。葬礼之后，叶卡捷琳娜再未提及她早夭的女儿。
伊丽莎白·格里高利耶芙娜·特姆金娜出生于1775年7月13日，被养育在斯莫尔尼宫。叶卡捷琳娜从未承认过这个孩子。据传特姆金娜是女皇和波将金的私生女，但最近的研究也提出了不同的意见。特姆金娜一直活到了1854年。

## 叶卡捷琳娜时代的杰出人物

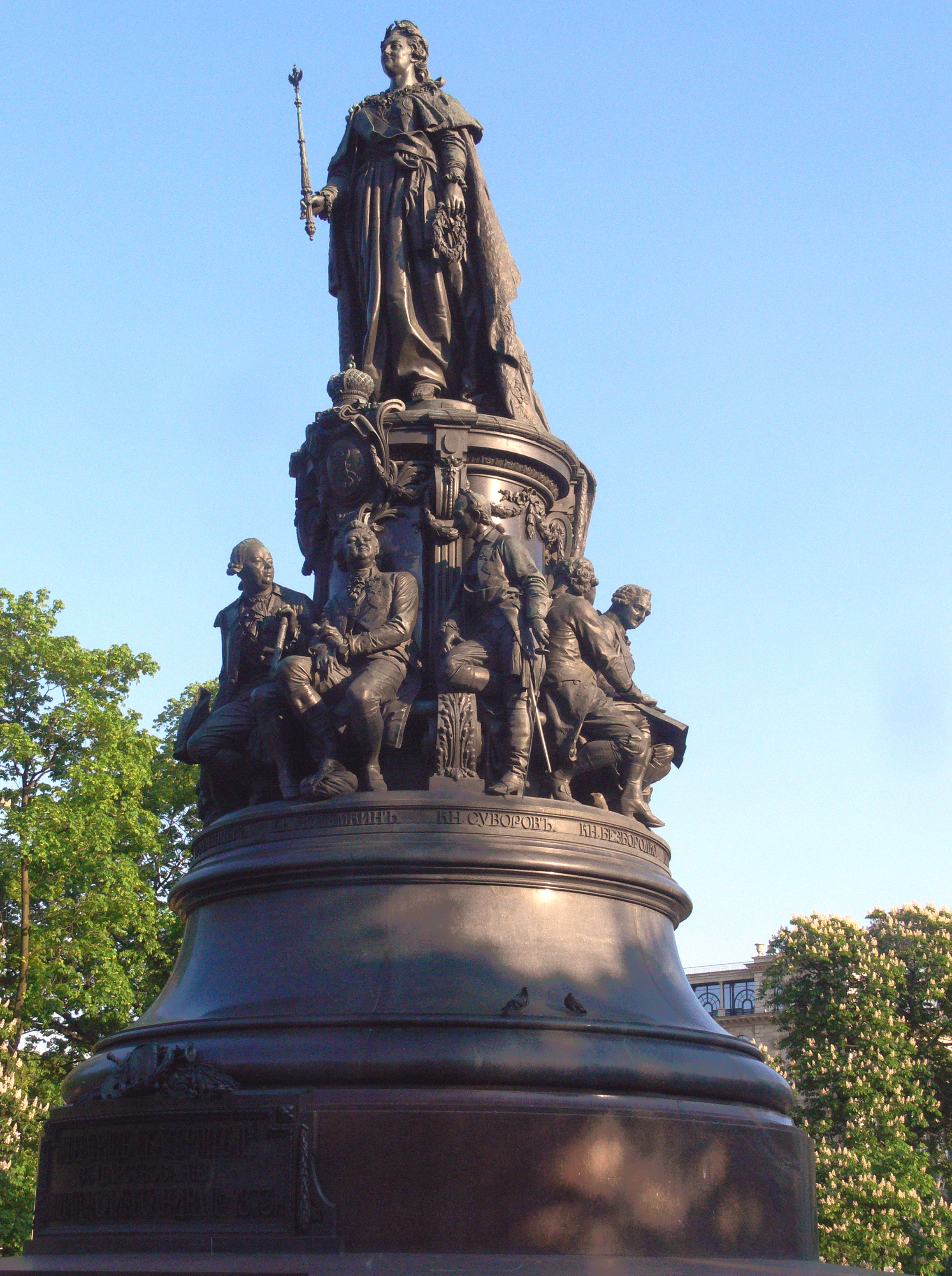
圣彼得堡的叶卡捷琳娜大帝纪念碑，周围环绕着她所处年代的杰出人物

叶卡捷琳娜时代俄罗斯的杰出人物有：
- 伊万·贝茨科伊（英语：Ivan Betskoy）
- 亚历山大·别兹博罗德科（英语：Alexander Bezborodko）
- 雅科夫·布尔加科夫（英语：Yakov Bulgakov）
- 加甫里尔·杰尔查文
- 米哈伊尔·克拉斯科夫（英语：Mikhail Kheraskov）
- 德米特里·列维茨基（英语：Dmitry Levitsky）
- 阿列克谢·奥尔洛夫
- 尼基塔·帕宁
- 格里戈里·波将金
- 尼古拉·瓦西里耶维奇·雷普宁（英语：Nicholas Repnin）
- 彼得·魯緬采夫
- 米哈伊洛·谢尔巴托夫（英语：Mikhailo Shcherbatov）
- 亚历山大·苏沃洛夫
- 费奥多尔·乌沙科夫
- 叶卡捷琳娜·沃伦佐娃-达什科娃
- 约翰·保罗·琼斯 – 这位来自美国的船长和海军将领1788年在黑海为叶卡捷琳娜和土耳其人作战。

## 流行文化
- 漫畫魔女大戰 32名異能魔女交戰廝殺（河本焰、塩塚誠（日语：塩塚誠））中作為魔女登場